# Dynget
Dynget är ett naturreservat i Åstorps kommun i Skåne län.
Området är naturskyddat sedan 1967 och är 4 hektar stort. Reservatet ligger nära Rönneå och består av öppna, betade fuktängar och kärr och några busk- och aldungar.